# Europees kampioenschap gewichtheffen 1899
Het Europees kampioenschap gewichtheffen 1899 was een kampioenschap voor gewichtheffers. De derde editie van de Europese kampioenschappen vond plaats in het Nederlandse Rotterdam op 25 oktober 1899 (sommige bronnen stellen dat dit EK plaatsvond in 1898 en/of te Amsterdam).

## Geschiedenis
Het kampioenschap vond plaats zonder gewichtslimieten. De Belg Philippe De Haes won er goud. Bezijden de medaillewinnaars is er weinig informatie over dit EK bewaard gebleven.

## Resultaten
| Gewichtsklasse | Goud             | Goud     | Zilver         | Zilver | Brons              | Brons  |
| -------------- | ---------------- | -------- | -------------- | ------ | ------------------ | ------ |
| Open           | Philippe De Haes | 350,5 kg | Joseph Balkman | 335 kg | Carl Van Den Brock | 300 kg |